# 小便小僧
座標: 北緯50度50分42秒 東経4度21分00秒 / 北緯50.84500度 東経4.35000度

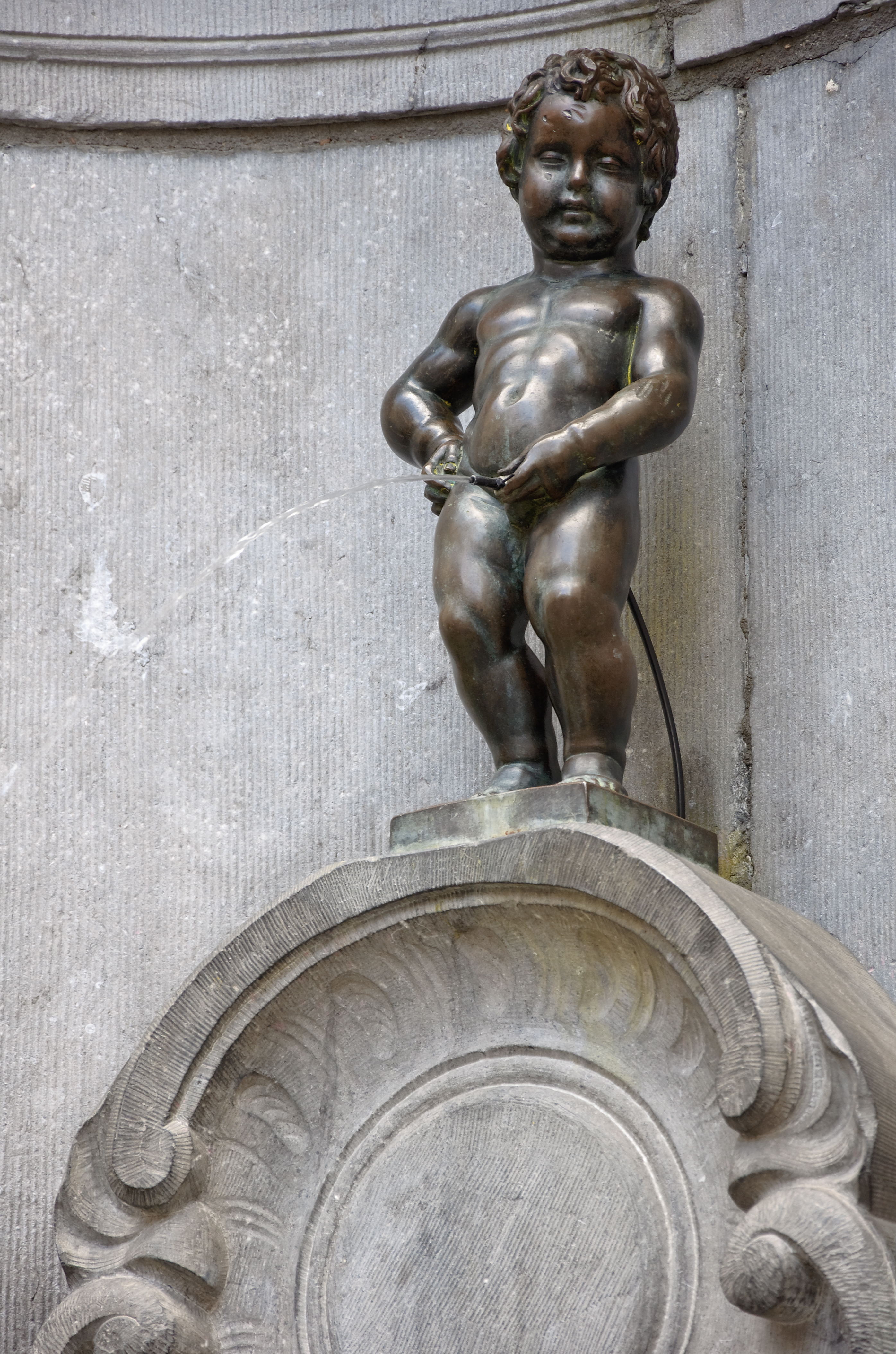
小便小僧

小便小僧（しょうべんこぞう、蘭: Manneken Pis、マヌカンピス）は、放尿する少年を模した像であり噴水。
同様のものは世界各地に存在するが、ここでは起源とされているブリュッセルに設置されているものを中心に述べる。
1619年にフラマン人彫刻家ジェローム・デュケノワ (Jérôme Duquesnoy) により製作された。現在設置されている像はレプリカであり、オリジナルの像は1960年代に盗難防止のためブリュッセル市立博物館（王の家）に所蔵された。
なお、付近には、しゃがんで放尿する小便少女（Jeanneke Pis、ジャネケピス）の像もある。また、噴水ではないが路上の突起物に片足を上げて放尿する小便犬（Het Zinneke、ヘットジネケ）の像もある。

## 由来
由来は諸説ある。
一つは、ルーヴェン伯ゴドフロワ3世に関する説。1142年、当時2歳のゴドフロワ3世率いる軍は、グリムベルゲンでの戦いの際、戦場の兵士を鼓舞するため、ゆりかごに幼い支配者を入れて木に吊るした。 そこから公は敵軍に向かって小便をし、味方軍を勝利に導いたという。
一つは、反政府軍がブリュッセルを爆破しようとしかけた爆弾の導火線に小便をかけて消し、町を救った少年がいたという武勇伝説。この少年の名はジュリアンJuliaanskeといい、小便小僧の愛称「ジュリアン坊や」はここに由来するといわれている。

## 衣装
様々な機会に、衣装が贈られることが慣習となっている。130回も服を着るだけでなく、1000着もの衣装を持ち衣装の大部分は、グラン＝プラスのブリュッセル市立博物館（王の家）に所蔵されている。

## 水問題
2018年下半期に市技術者により、水鉢から漏水があり、1日に1,000から2,500リットルの量が下水として漏れ出ていることが発見された。2019年3月、循環式となるような応急の修理が行われ、このことはブリュッセルの水週間に合わせて発表された。

## 放尿
通常は水が流れ出ているが、それ以外の液体を用いることもある。
ビール会社のイベントの際などにはビールになり、通行人にふるまわれる。ビール会社のイベントとしては、例えばデリリウムのお祭りがある。このイベントではデリリウム・トレメンスが流れ出ている。

## 日本の小便小僧
日本においても様々な所に置かれている。
- 兵庫県伊丹市の荒牧バラ公園にある像は、ベルギーのハッセルトから贈呈されたレプリカ像である。
- 徳島県三好市の祖谷渓にあるものは上記レプリカではなく由来も異なる別物であり、容姿も日本人少年風である。約200メートルの深い谷を見下ろす岩の上に立っている。昔、旅人が度胸試しにここから放尿したという話にちなんでいる。なお、ここで実際に放尿しても谷底に届く前に霧になってしまうという。像自体には放尿の設備はない。1968年、河崎良行による作[7]。
- 東京都中央区の大丸東京店には、かつて純金製の小便小僧（高さ不明、時価約450万円）が飾られていたが、1972年（昭和47年）1月22日に盗まれてしまった[8]。
- 東京都港区のJR浜松町駅構内のホームにもある。この小便小僧は、港区のボランティア団体により、毎月衣装が変えられている[9]。

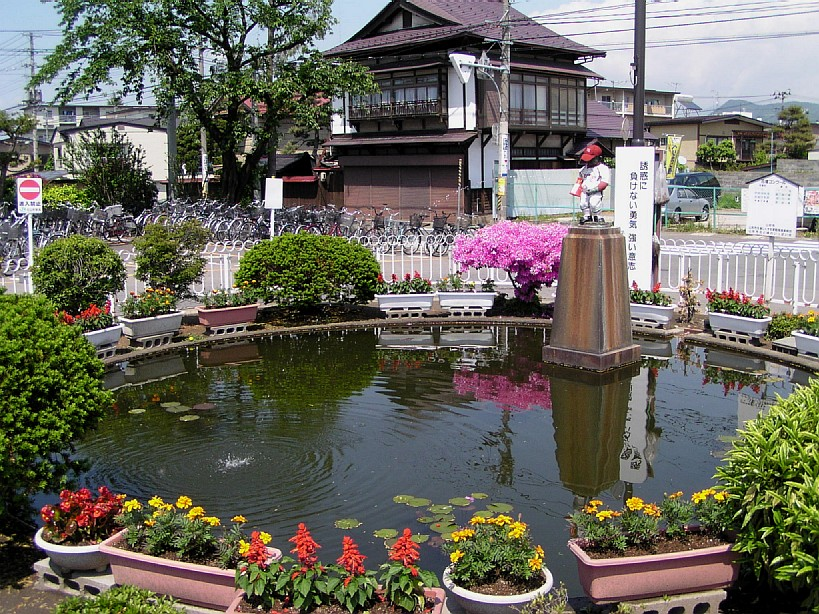
北山形駅東口の像